# Acacia triangularis
Acacia triangularis é uma espécie de leguminosa do gênero Acacia, pertencente à família Fabaceae.